# Feldglocke Eininghausen

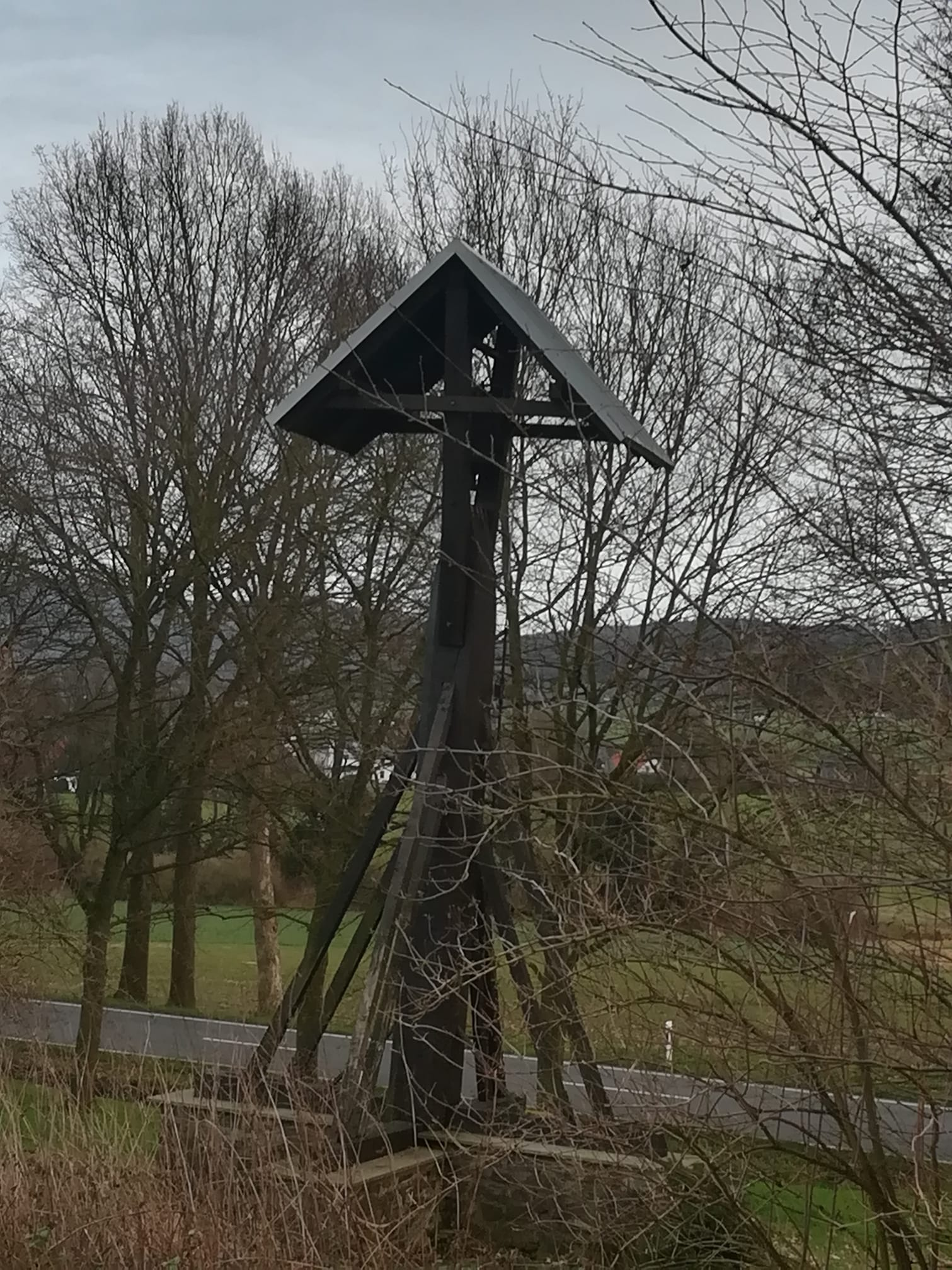
Die Feldglocke Eininghausen von Nordwesten

Die Feldglocke Eininghausen ist eine freistehende Glocke der Kirchengemeinde Börninghausen, einem Stadtteil der ostwestfälischen Stadt Preußisch Oldendorf in Nordrhein-Westfalen.  Es handelt sich um eine so genannte Feldglocke.

## Geschichte
Die Feldglocke Eininghausen wurde im Jahre 1840 erbaut und läutet in einem hölzernen Mast im Ortsteil Eininghausen im westlichen Teil des Eggetals. Die Glocke wird von einem Satteldach geschützt und besitzt keine Inschrift. 

## Lage und Funktion
Sie liegt zwischen den Orten Eininghausen und Büscherheide, unmittelbar an der Eggetaler Straße, sprich der Hauptstraße des Tals und der Einmündung der Geisbergstraße auf dem rund 1600 m² großen Flurstück Nr. 397, damit rund 460 Meter östlich der Landesgrenze zwischen NRW und Niedersachsen.
Diese Feldglocke wird im Bedarfsfall per Hand geläutet. Im Wesentlichen handelt es sich um eine Totenglocke für die Preußisch-Oldendorfer Ortsteile Eininghausen und Börninghausen sowie die niedersächsischen Gemeindeteile Büscherheide (Bad Essen) und Markendorf (Melle). Unmittelbar nach Bekanntwerden des Sterbefalls wird diese Glocke „gekleppt“, d. h. wird also ein sog. Halbzugsläuten durchgeführt. Am Tage vor der Beerdigung wird um zwölf Uhr für eine Viertelstunde für den Toten geläutet. 
Außerdem wird die Eininghauser Glocke am ersten Feiertag der drei hohen Feste Weihnachten, Ostern und Pfingsten jeweils um neuen Uhr geläutet, sowie auch zum Jahreswechsel.
Koordinaten: 52° 16′ 43,2″ N, 8° 28′ 8,8″ O